# پایگاه نیروی هوایی باکلی
پایگاه نیروی هوایی باکلی (به انگلیسی: Buckley Air Force Base) یک فرودگاه است . این فرودگاه در شهر آورورا، کلرادو کشور ایالات متحده آمریکا قرار دارد .